# Acetonazin
Acetonazin ist eine chemische Verbindung aus der Gruppe der Azine, konkret das einfachste Ketazin.

## Gewinnung und Darstellung
Acetonazin kann durch Reaktion von Aceton mit Hydrazin gewonnen werden.
{\displaystyle \mathrm {2\ (CH_{3})_{2}CO+N_{2}H_{4}\longrightarrow 2\ H_{2}O+[(CH_{3})_{2}C=N]_{2}} }

## Eigenschaften
Acetonazin ist eine entzündbare gelbliche Flüssigkeit, die mischbar mit Wasser ist.

## Verwendung
Acetonazin kann zur Herstellung von Acetonhydrazon und 2-Diazopropan verwendet werden.
Es ist auch ein Zwischenprodukt bei der Herstellung von Hydrazin durch den Bayer-Prozess.

## Sicherheitshinweise
Die Dämpfe von Acetonazin können mit Luft ein explosionsfähiges Gemisch (Flammpunkt 31 °C) bilden.